# جائحة فيروس كورونا في كولومبوس، أوهايو 2020
```
وباء
 فيروس كورونا 
لعام 2020 في 
كولومبوس ، أوهايو
 هو وباء فيروسي مستمر لمرض فيروسات 
كورونا
 لعام 
2019
 (كوفيد-19)، وهو مرض معد جديد تحدثه 
المتلازمة التنفسية الحادة 2
 (SARS-CoV-2).
```

أثر أمر البقاء في المنزل في ولاية أوهايو على كولومبوس، وأغلق جميع الأعمال غير الضرورية، وألغى الأحداث، وتسبب في احتجاجات في أوهايو ستيت هاوس، مبنى مبنى الكابيتول (مبنى البلدية).

## التاريخ

### الخلفية

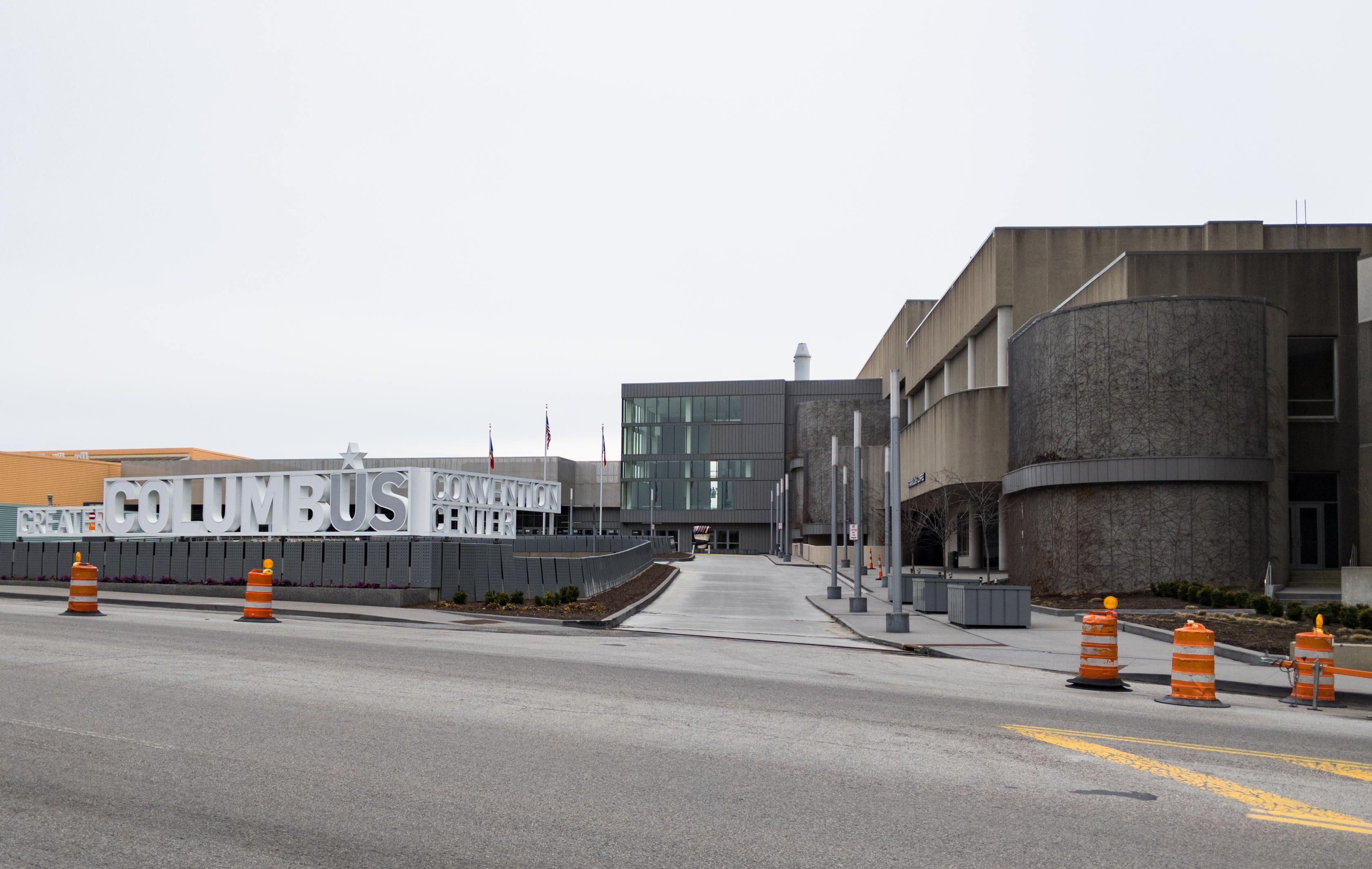
مركز مؤتمرات كولومبوس الكبرى

في 9 مارس، أبلغ الحاكم مايك دي واين عن الحالات الثلاث الأولى في ولاية أوهايو في مقاطعة كوياهوغا، شمال شرق أوهايو. أغلقت مطاعم وحانات ولاية أوهايو يوم 15 مارس، الساعة 9 مساءً، قبل أقل من ست ساعات من موعد الإغلاق. الولاية الأولى. في 18 مارس، أمر دي واين بإغلاق صالونات الأظافر والشعر وصالونات الحلاقة وصالونات الوشم. كما أنه أغلق جميع مكاتب السيارات باستثناء خمسة مكاتب. في 20 مارس، أدت الأمطار القياسية إلى فيضانات مفاجئة في وسط أوهايو. 61 شخصًا من فرانكلين ومقاطعة ليكنج نقلوا إلى الفنادق بسبب أضرار فيضان المنازل. وذكر الصليب الأحمر أنه سيفتح مأوى في الحالة العادية، ولكن لن يتم ذلك بسبب تهديد فيروس كورونا.

### الجدول الزمني
الأحداث:

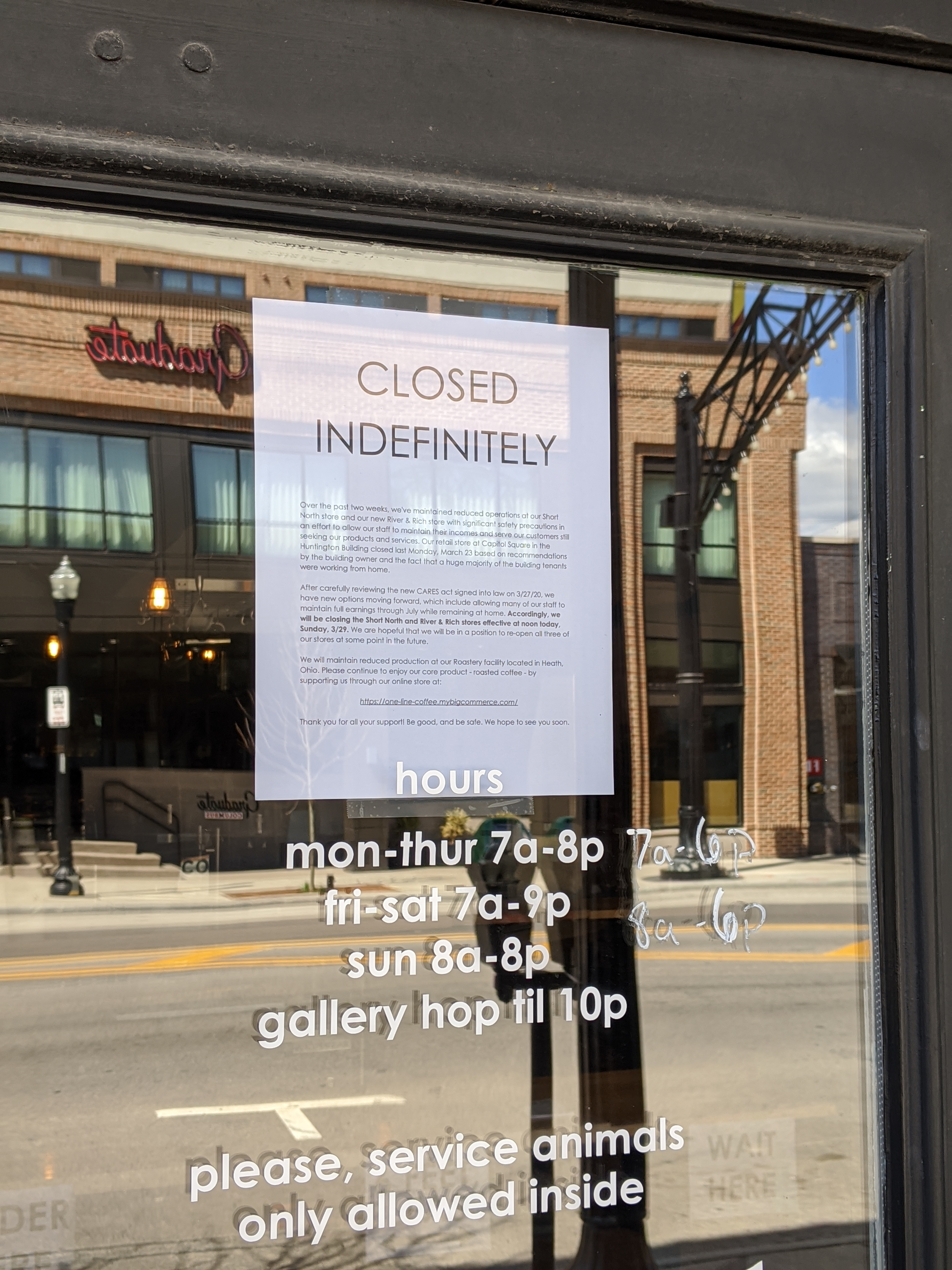
واحدة من العديد من علامات إغلاق الأعمال في شورت نورث

- 2 مارس: الصحة العامة في كولومبوس، قسم الصحة في المدينة، يصدر نصائح احترازية حول فيروس كورونا [7]
- 10 مارس: أعلنت ولاية أوهايو عن الحالات الأولى، وأعلنت حالة الطوارئ في ولاية أوهايو
- 12 مارس: الحالات الأولى لانتشار فيروس كورونا في مجتمع ولاية أوهايو. أوامر دي واين تقتصر على تحديد التجمعات على أقل من 100 فرد
- 13 مارس: أعلن مجلس كولومبوس للصحة حالة طوارئ محلية للصحة العامة
- 14 مارس: أبلغت كولومبوس عن أول إصابة بفيروس كورونا
- 16 مارس: حدد دي واين التجمعات بما لا يزيد عن 50 شخصًا. تم تأجيل معظم جلسات المحكمة البلدية للمقاطعات؛ يحظر على الزائرين السجون والمرافق الإصلاحية
- 17 مارس: تم الإبلاغ عن الحالة الثانية لفيروس كورونا في كولومبوس، مما يشير إلى انتشارها بين سكان في كولومبوس
- 18 مارس: رئيس البلدية أندرو غنثر يعلن حالة الطوارئ المحلية؛ كولومبوس تغير قواعد وقوف السيارات. تقوم إدارة خدمات البناء والتقسيم العمراني بإغلاق مكتبها العام وتلغي الاجتماعات القادمة؛ تلغي لجان المنطقة شهرين من الاجتماعات
- 20 مارس: أول حالة وفاة مرتبطة بفيروس كورونا في ولاية أوهايو؛ تأجيل كنس الشوارع في كولومبوس
- 22 مارس: أعطى دي واين أمر الإقامة في المنزل في أوهايو
- 23 مارس: أول حالة وفاة مرتبطة بفيروس كورونا في مقاطعة فرانكلين
- 24 مارس: حدد دي واين ما يعتبر «بالأعمال والصناعات الأساسية» خلال أمر «البقاء في المنزل»
- 31 مارس: تم فتح ملاجئ جديدة للمشردين للرجال والنساء والعائلات الذين تم تشخيص إصابتهم في كوفيد-19 أو ظهرت عليهم أعراض الفيروس
- 2 أبريل: مدد دي واين الإقامة في المنزل حتى 1 مايو
- 3 أبريل: تم إغلاق حديقة Hocking Hills State Park في منطقة كولومبوس بسبب كوفيد-19 [9]
- 5 أبريل: 416 حالة إصابة مؤكدة في كوفيد-19 التي أعلن عنها في كولومبوس ورثينجتون
- 9 أبريل: خلال تصريح بيان بخصوص فيروس كورونا في ولاية أوهايو، احتج حوالي 50 شخصًا على الحاكم دي واين وأيمي أكتون، مديرة إدارة الصحة في ولاية أوهايو، في معارضة أمر البقاء في المنزل.[11]
- 10 أبريل: بدأت كولومبوس للصحة العامة بنشر تقارير أسبوعية في حالات كولومبوس وفيرثينغتون في فيروس كورونا.
- 13 أبريل: جرت الاحتجاجات مرة أخرى خارج مبنى الولاية، مع لافتات كتب عليها «أوقفوا الطغيان» و «البقاء على قيد الحياة» و «الحجر الصحي أسوأ من الفيروس»، بين تصريحات ضد دي واين وأكتون.[12]
- 15 أبريل: أعلنت مدينة كولومبوس عن خطط للقضاء على التجمعات الجماهيرية.
- 16 أبريل: أعلن دي واين عن خطط لإعادة فتح الشركات تدريجيًا في 1 مايو.

### احتجاجات «افتحو لنا أوهايو»

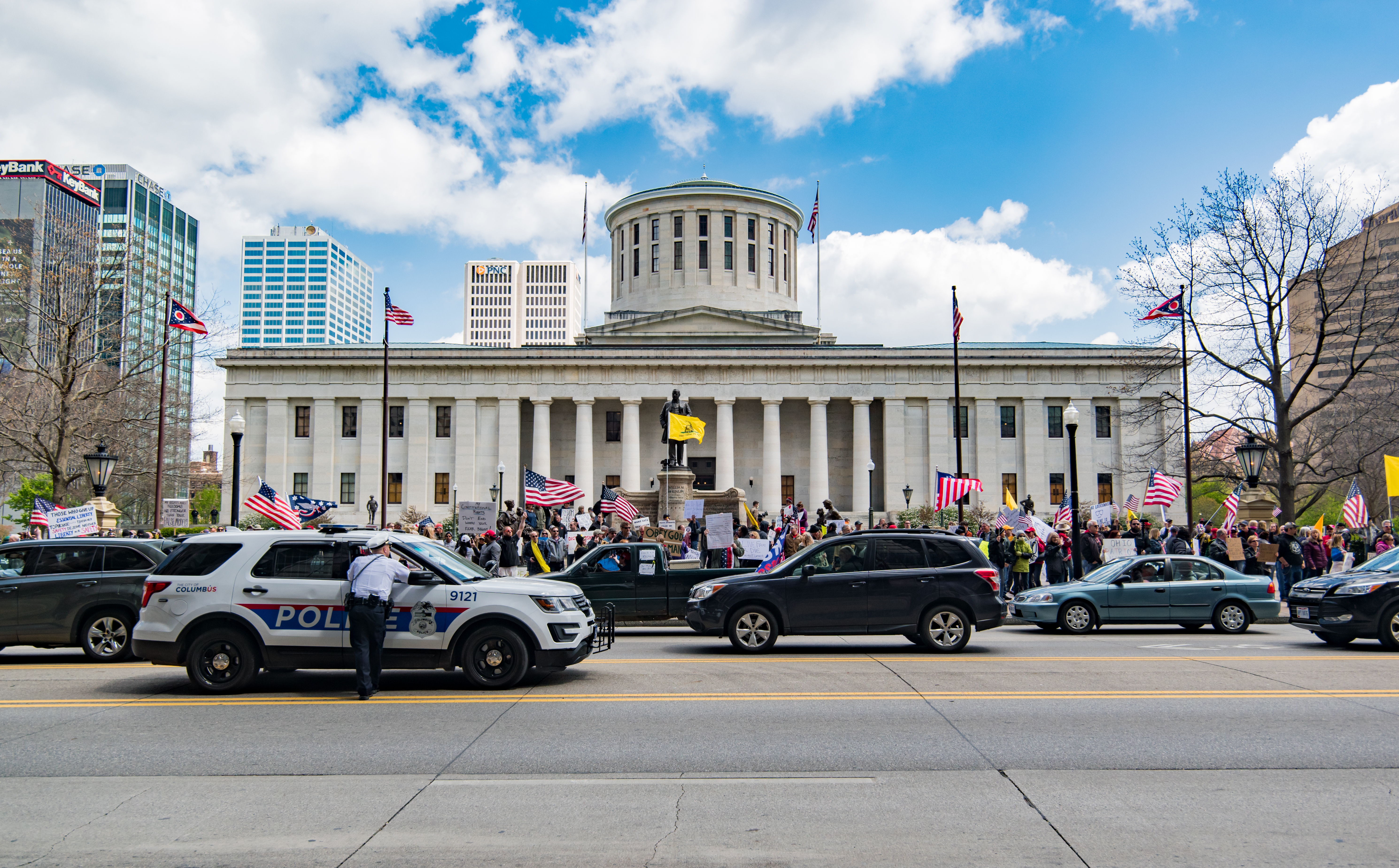
احتجاجًا على الإغلاق وإغلاق الأعمال في أوهايو ستيت هاوس في 18 أبريل

وقعت احتجاجات متعددة حول تعامل الدولة مع الوباء في كولومبوس. اجتمع متظاهرون من مجموعات مختلفة في أوهايو ستيت هاوس (مبنى البلدية) في مسيرات «افتح لنا أوهايو» في 9 و 13 و 18 أبريل. في الثامن عشر، احتج المئات على الدولة «التعدي على الحقوق الشخصية»، مع وجود إشارات أيضًا ضد التطعيمات والإجهاض وتأجيل الانتخابات التمهيدية في ولاية أوهايو وإغلاق الشركات. دارت السيارات والشاحنات حول مبنى الولاية أثناء التزمير، واصطف المتظاهرون في شارع هاي ستريت لمدة ساعة ونصف تقريبًا.

## الحالات
تم الإبلاغ عن أول حالة لسكان كولومبوس مصاب في 14 مارس. كان المقيم تجربته إيجابيه بعد عودته من رحلة بحرية.
اعتبارًا من 5 أبريل 2020، يوجد حاليًا 4043 حالة و 119 حالة وفاة في ولاية أوهايو بأكملها، ولكن في كولومبيا وأوهايو هناك 416 حالة مؤكدة في كولومبوس ووارثينجتون.

## استجابة الحكومة وجهود المساعدة
- 13 مارس: أوقف قسم المرافق في كولومبوس انقطاع المياه والطاقة حتى 15 أبريل [7]
- 15 مارس: وزارة العمل والخدمات الأسرية بولاية أوهايو توسع المرونة في طلبات البطالة
- 16 مارس: أنشأت مدارس كولومبوس سيتي خريطة لمواقع يمكن للأطفال والمراهقين الحصول على وجبات مجانية ممولة من وزارة الزراعة الأمريكية
- 17 مارس: خصص مجلس المدينة مليون دولار لدعم العائلات المحتاجة للغذاء أو السكن
- 19 مارس: مجلس المدينة يسرع الأموال لمنظمات الخدمات المحلية

## الأثر الاقتصادي

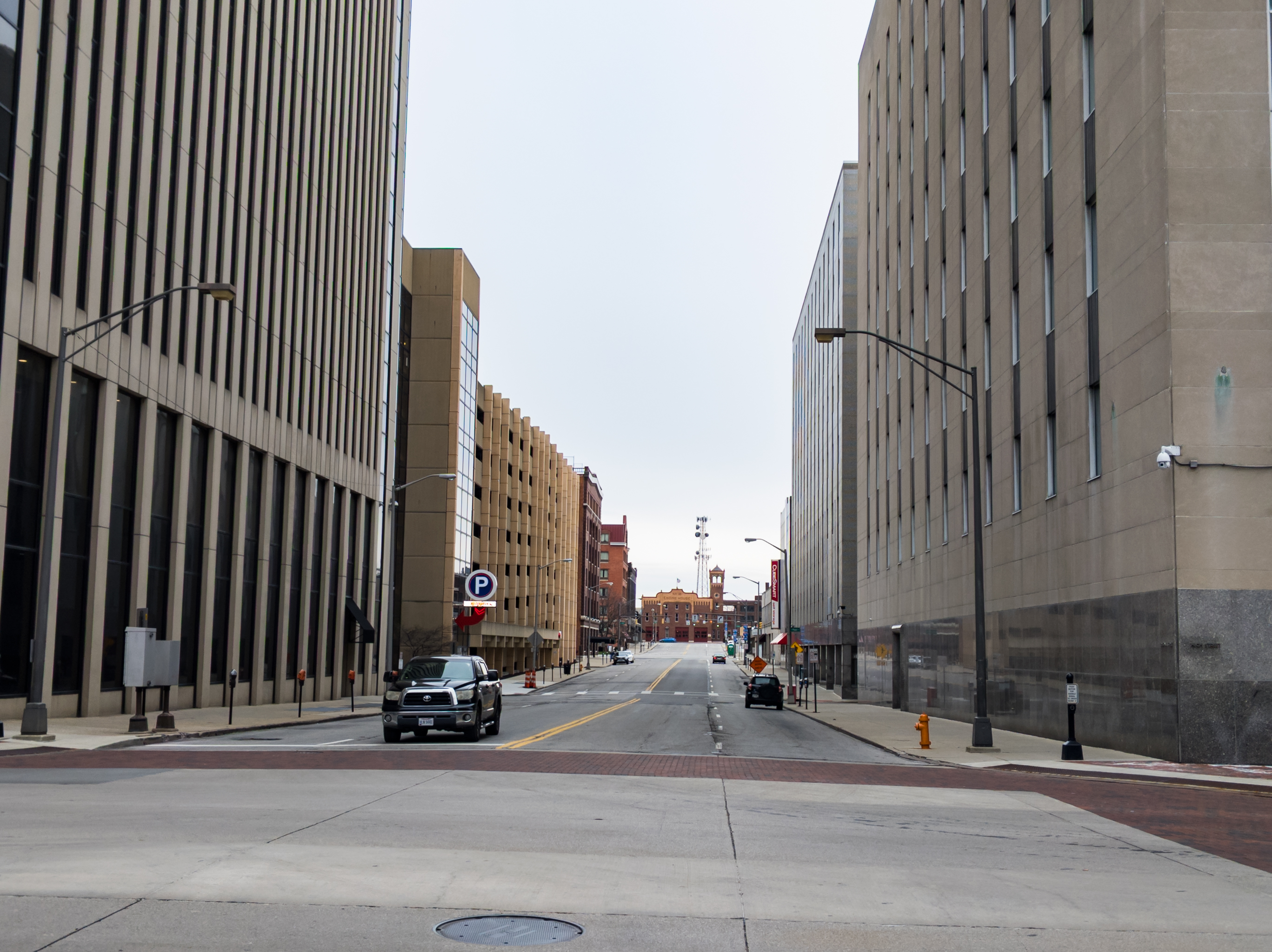
شارع وسط المدينة فارغ 22 مارس

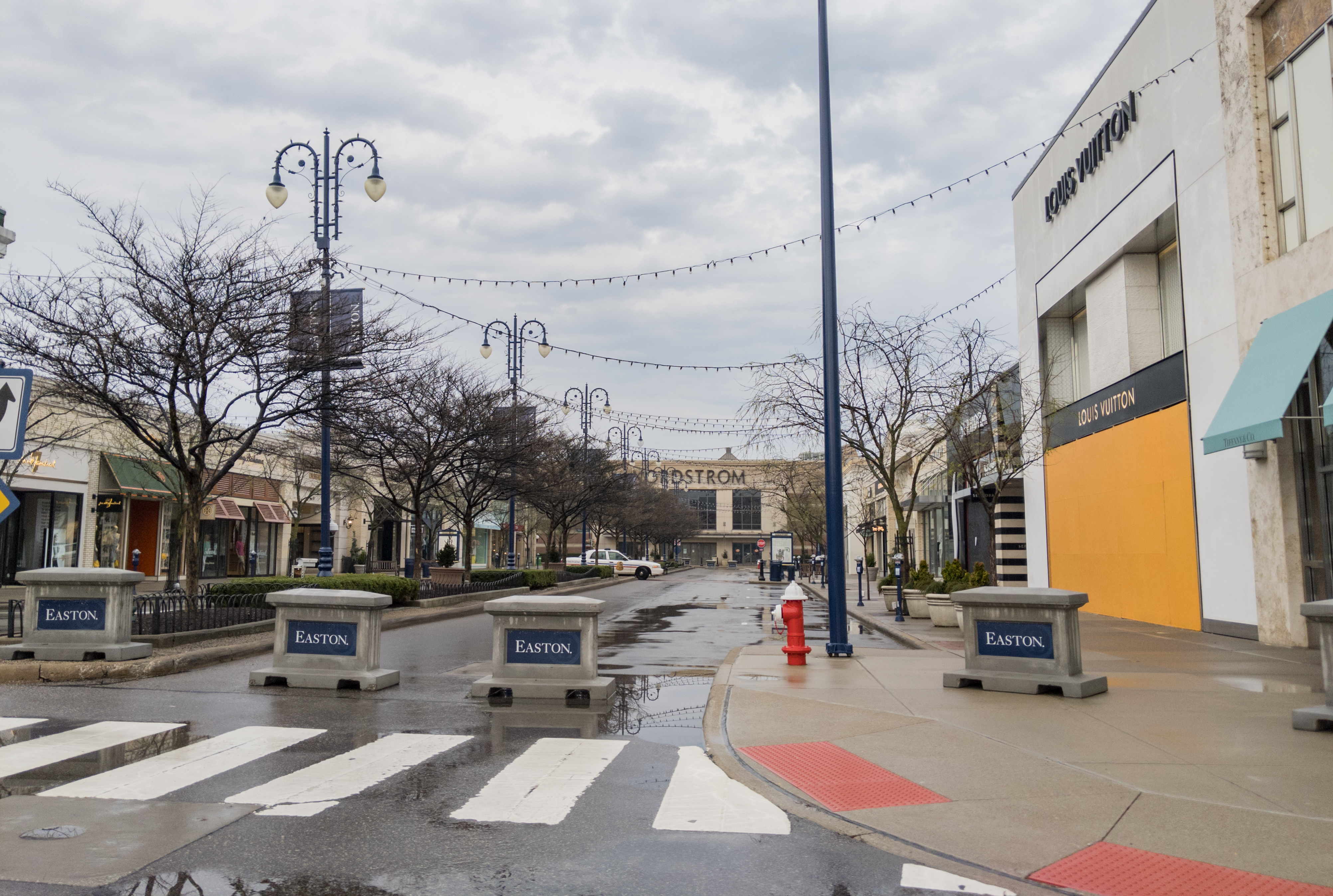
مركز ايستون تاون ، مجمع تجاري كبير ، في مارس

## التأثير على النقل العام

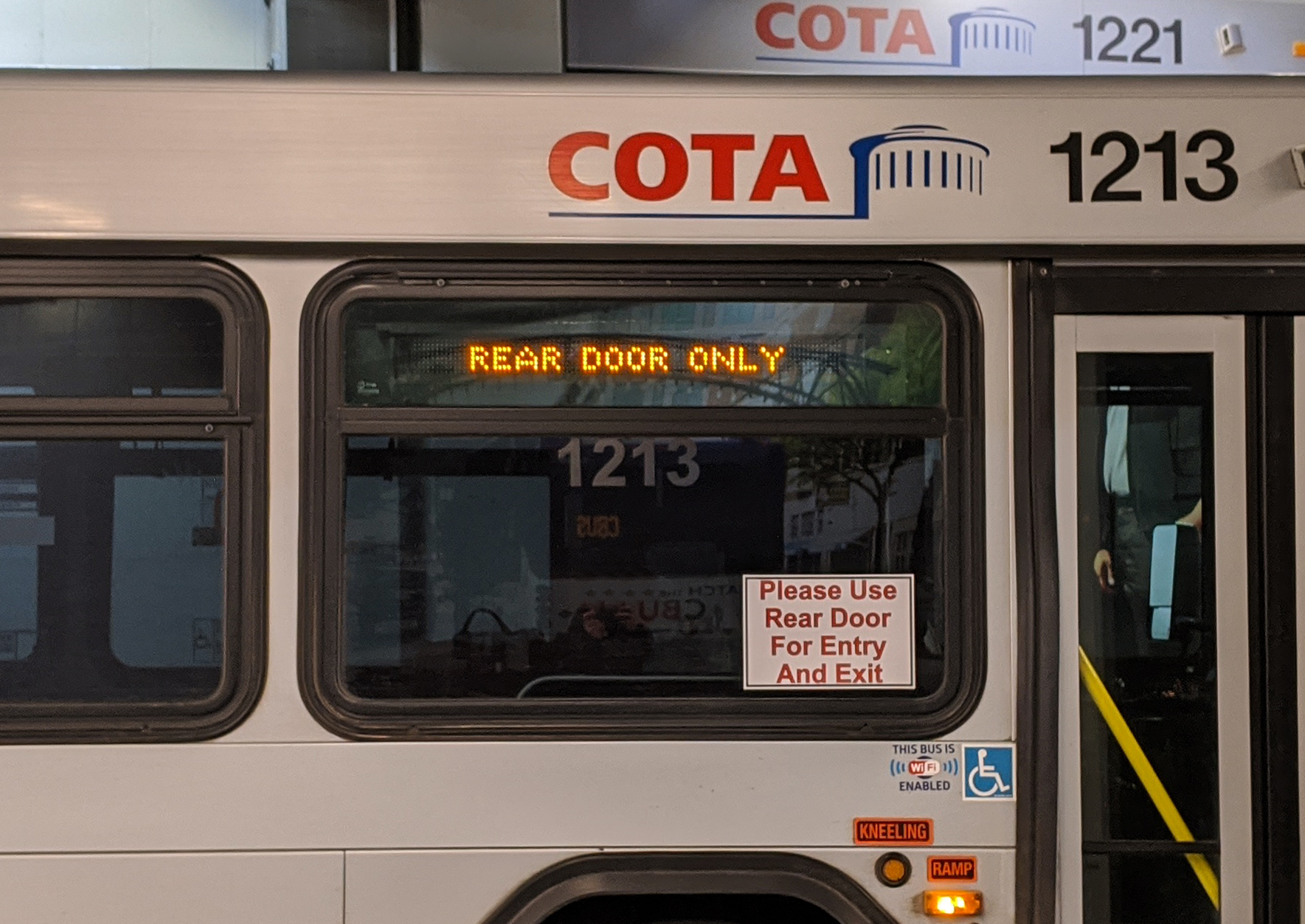
تقوم حافلات COTA بإبلاغ الدراجين باستخدام الأبواب الخلفية فقط

## الإغلاق

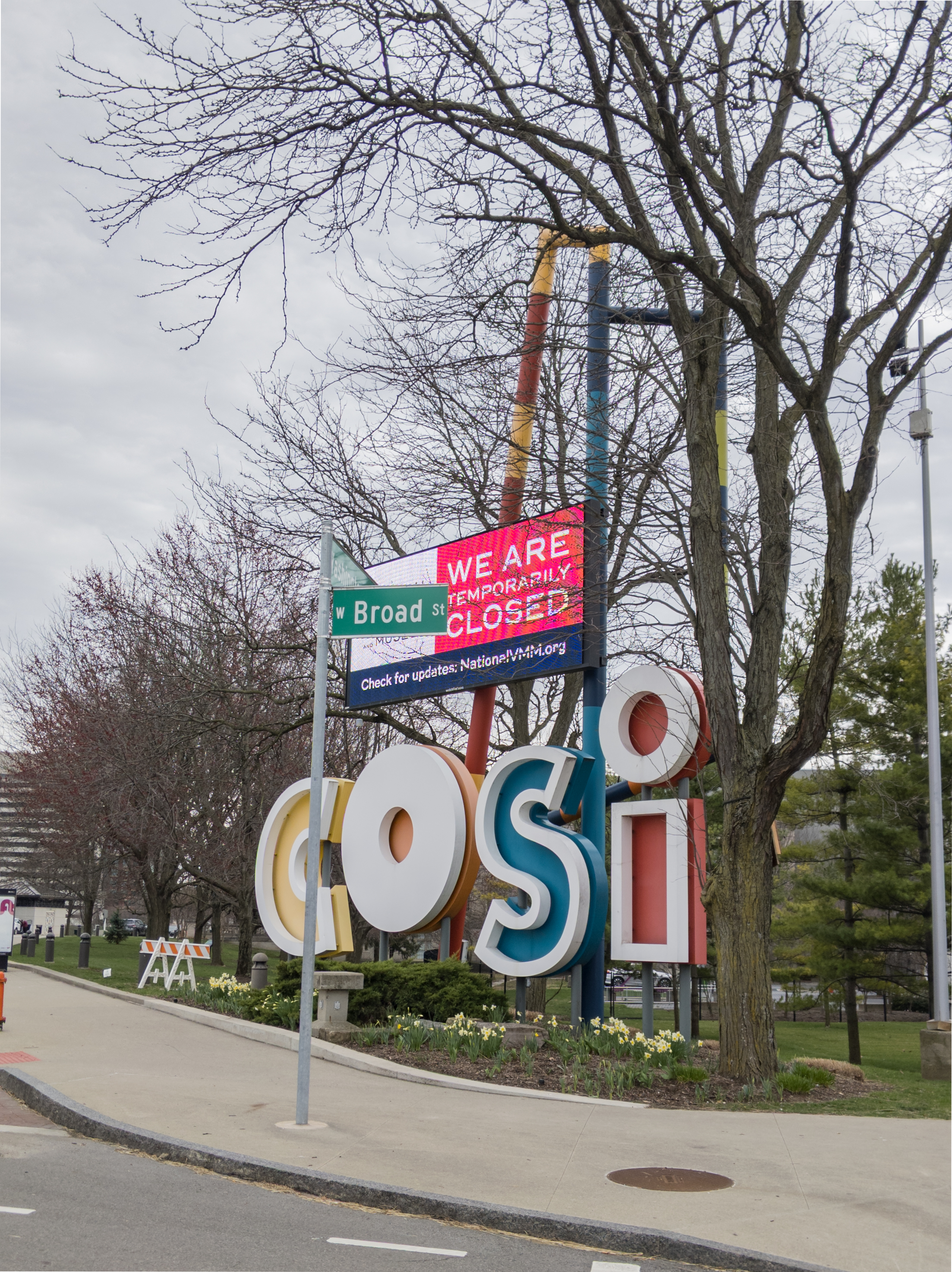
لافتة مدخل COSI ، مارس 2020